# Matthew Bellamy

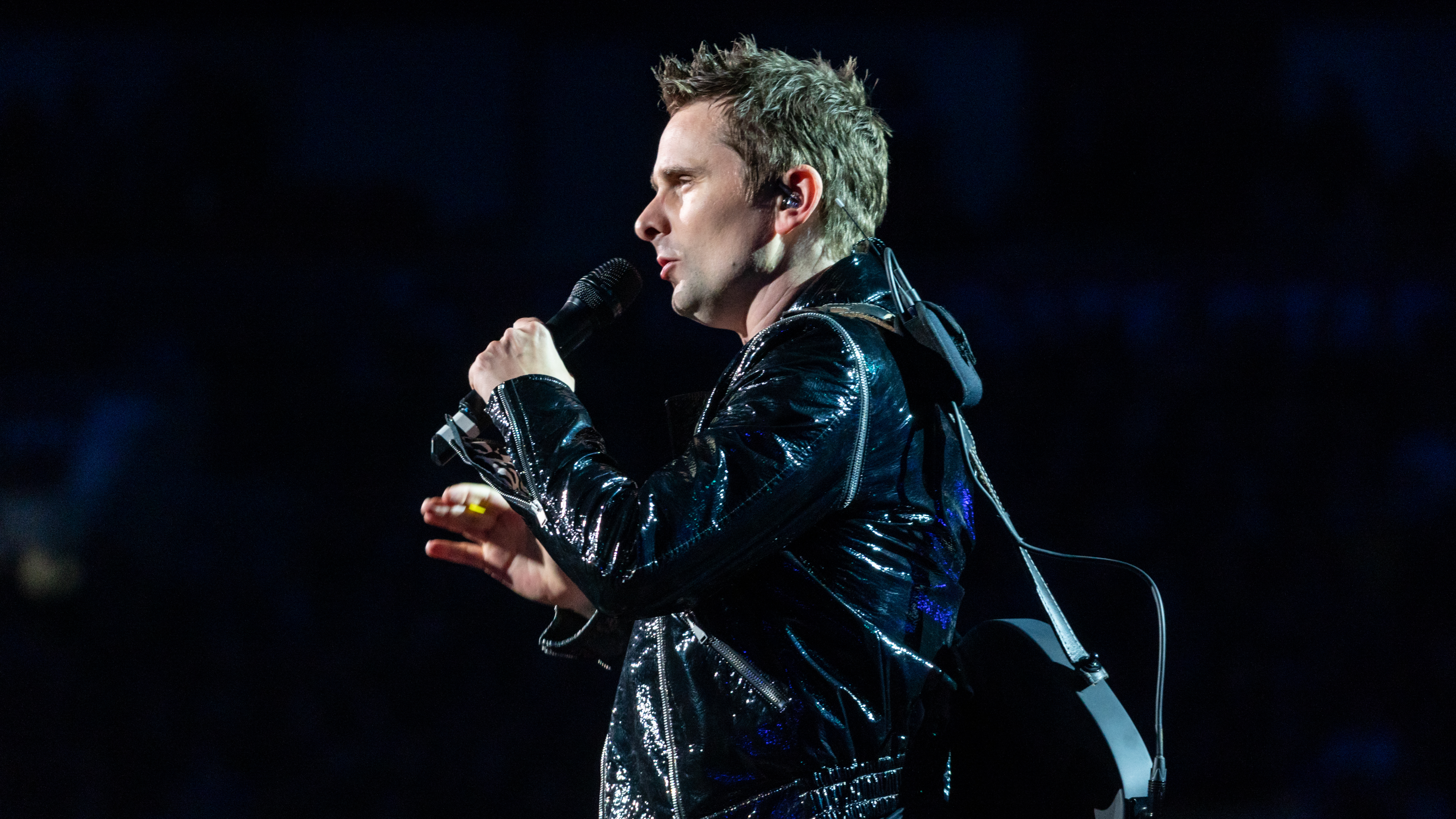
Matthew Bellamy (2019)

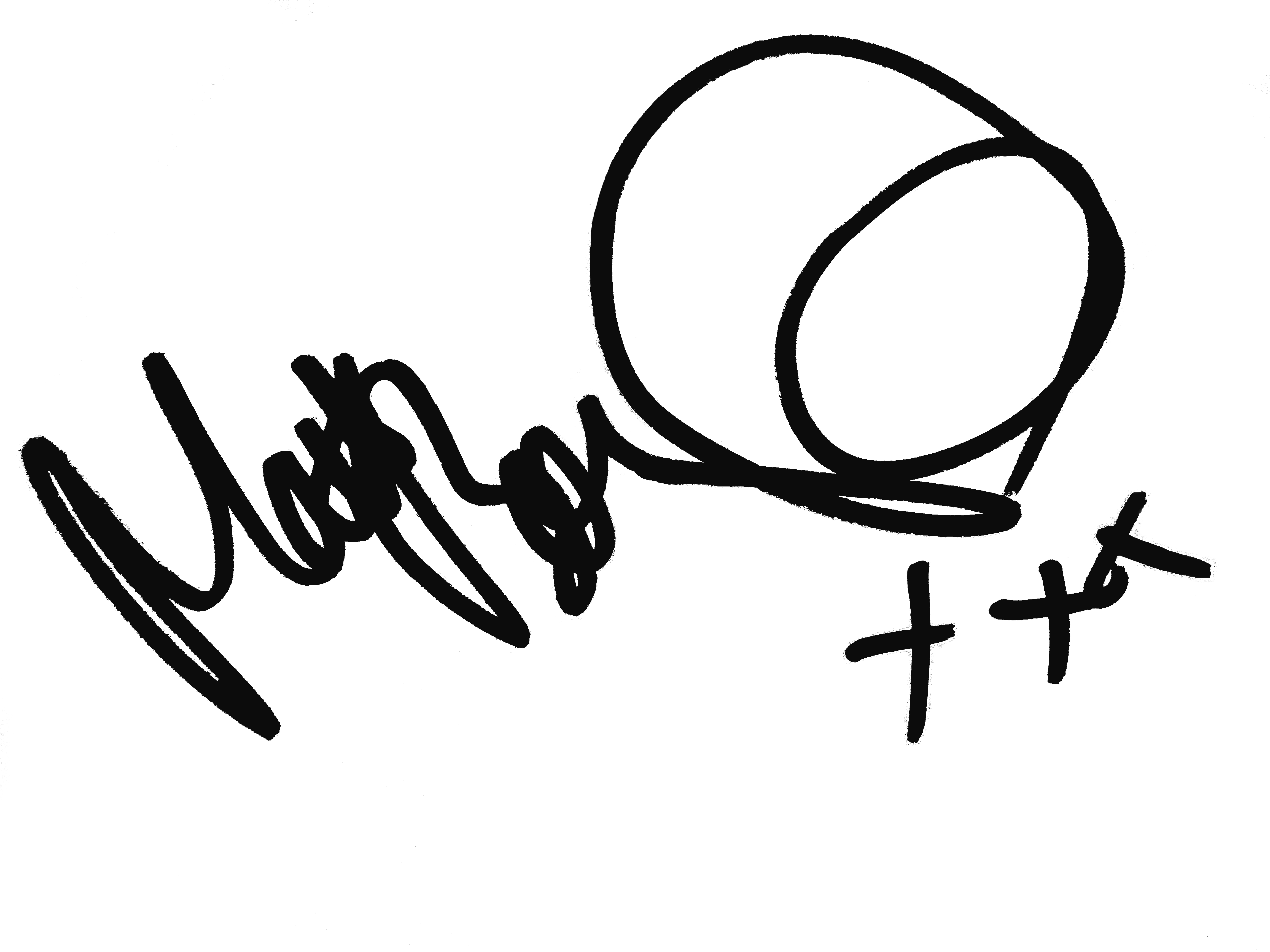
Unterschrift

Matthew James Bellamy (* 9. Juni 1978 in Cambridge, Großbritannien) ist ein englischer Musiker, Komponist und Multiinstrumentalist, der als Sänger, Gitarrist und Pianist der Rockband Muse bekannt wurde. Er ist vor allem für seinen großen Stimmumfang von 3,7 Oktaven, sein Klavier- und E-Gitarren-Spiel sowie seine Bühnendarstellungen bekannt.

## Leben
Bellamys Vater, George Bellamy, war Gitarrist in der 1960er-Jahre-Pop-Gruppe The Tornados, die mit Telstar die erste britische Band war, die in den USA einen Nummer-eins-Hit hatte. Das Lied Knights of Cydonia, eine Single von Muses viertem Album Black Holes and Revelations, wird aufgrund seines Space-Rock-Klangs und dem Video, das Kämpfe zwischen Cowboys und Aliens zeigt, als Tribut zu diesem Song gesehen. Bellamys Mutter, Marilyn, wurde in Belfast geboren und kam in den 1970er Jahren nach England. Gleich an ihrem ersten Tag in England traf sie George, der damals als Taxifahrer in London arbeitete. Später zogen sie nach Cambridge, wo zunächst Matthews Bruder Paul und einige Jahre später er selbst geboren wurde. Mitte der 1980er Jahre zog die Familie nach Teignmouth, Devon. Nach der Scheidung seiner Eltern lebte Bellamy bei seiner Mutter und seinem Bruder. Mit 6 Jahren begann er Klavier zu spielen, mit 11 Jahren Gitarre.
Etwa von 2001 bis 2010 war Bellamy mit der italienischen Psychologin Gaia Polloni liiert und seit Januar 2007 bis zur Trennung verlobt. Im Frühling 2010 begann er, sich mit der Schauspielerin Kate Hudson zu treffen. Der Sohn des Paares, Bingham Hawn „Bing“ Bellamy, wurde am 9. Juli 2011 geboren. Im August 2014 trennte sich das Paar. Seit Anfang 2015 ist Bellamy in einer Beziehung mit dem US-amerikanischen Model Elle Evans. Er heiratete sie am 10. August 2019. Anfang 2020 gaben sie bekannt, ihr erstes gemeinsames Kind zu erwarten.

## Muse

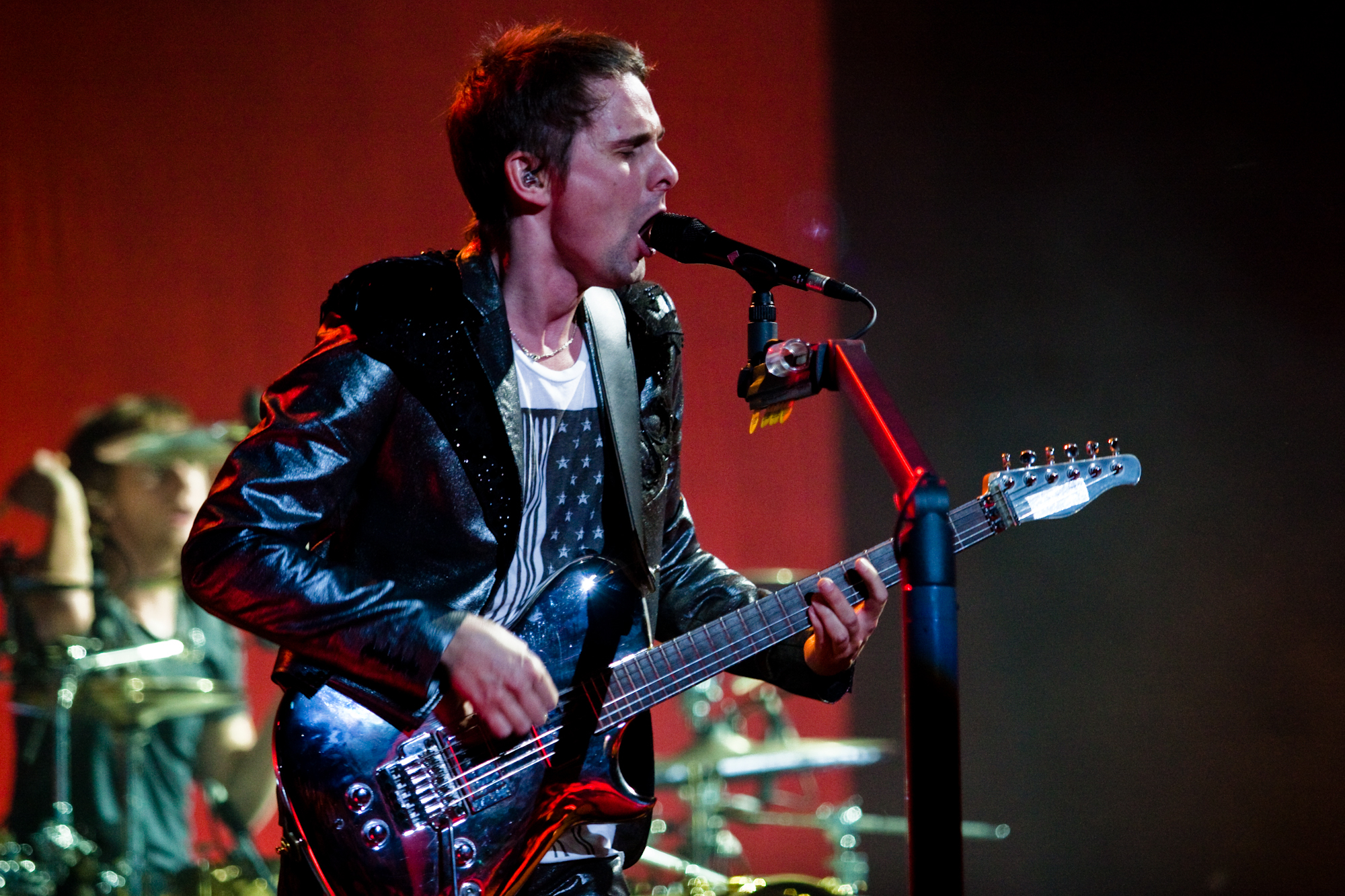
Bellamy live mit Muse im Jahr 2009

Muse wurde 1994 in Teignmouth unter dem Namen Rocket Baby Dolls gegründet. Die Gründungsmitglieder waren neben Bellamy der Schlagzeuger Dominic Howard. Später kam der Bassist Christopher Wolstenholme hinzu. Die Besetzung hat sich seitdem nicht mehr geändert. Noch unter dem Namen Rocket Baby Dolls gewann sie ein „Battle of the Bands“ ihrer Schule. Anschließend beschlossen sie ihren Namen in einen professionelleren zu ändern, die Umbenennung in Muse folgte.
Muse mischt Elemente des Alternative Rock, Artrock, Progressive Rock, Klassik, Elektro und anderen Genres. Sie sind auch für ihre spektakulären Live-Shows bekannt. Sie veröffentlichten bis jetzt neun Studioalben: Showbiz (1999), Origin of Symmetry (2001), Absolution (2003), Black Holes and Revelations (2006), The Resistance (2009), The 2nd Law (2012), Drones (2015), Simulation Theory (2018) und Will Of The People (2022) sowie drei Livealben: Hullabaloo (2002), HAARP (2008) und Live at Rome Olympic Stadium (2013).

## Auszeichnungen
Im April 2005 erhielt er von Kerrang den Platz 28 der 50 Sexiest People In Rock. NME wählte ihn zum 14th Greatest Rock ’n’ Roll Hero of all time, damit war er unter anderem vor John Lennon und Bob Dylan. Er gewann auch 2007, 2009, 2010, 2011 und 2013 den NME Award in der Kategorie Sexiest Male Award. Bellamy bezeichnete sich selber jedoch immer als „zu klein, um sexy zu sein“, da er nur 1, 71 m groß ist. Er sagte außerdem, dass Dominic Howard, der Schlagzeuger von Muse, den Award hätte gewinnen müssen. 2012 bekam Bellamy den NME Award in der Kategorie Hero of the year.
Am 26. September 2008 erhielten alle Mitglieder der Band einen Ehrendoktorgrad der Universität von Plymouth für ihr Verdienst im Bereich Musik.
Bellamy steht im Guinness-Buch der Rekorde, da er den Weltrekord für die meisten zerschmetterten Gitarren auf einer Tour hält. Er zerstörte auf der Absolution Tour 140 Gitarren.
Im April 2010 wurde er von den Lesern des Q-Magazines zum sechstbesten Frontmann aller Zeiten gewählt.

## Musik

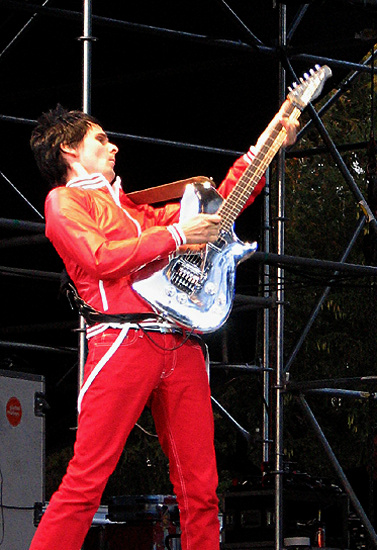
Bellamy live auf dem the Virgin Festival in Toronto

### Musikstil
Matthew Bellamy ist die treibende Kraft hinter den Texten und der Musik von Muse. Er ist dafür bekannt, mit Vibrato in der Falsett-Stimme (Supermassive Black Hole, Knights of Cydonia, Showbiz und andere), Arpeggio (Starlight, Butterflies & Hurricanes, New Born und andere) und großen Intervall-Sprüngen in Melodielinien (Map of the Problematique, Stockholm Syndrome, Citizen Erased und viele andere) zu singen. Manche Songs (meist ältere) haben eine sehr düstere Atmosphäre, erzeugt durch Gitarren-Riffs und den Gesang.

### Stimme
Bellamys Stimme reicht von F#2 bis zu D6 (3,7 Oktaven). Während der Karriere von Muse wurde sie tiefer und ist gealtert. Die tiefste ganze Note, die er in einem Lied erreichte, war ein G2, das er in Follow Me 30 Sekunden hält. In einem Interview mit KROQ sang er jedoch auch ein F#2. Die höchste Note in einer Studioversion ist ein A5, das am Anfang von Dead Star und bei 2:53 in dem Lied Hyper Music vorkommt. Beides ist aber Hintergrundgesang. Die höchste Note im Lead-Gesang liegt einen Halbton tiefer und wird in Showbiz, Micro Cuts sowie Survival erreicht. Live kommt er jedoch auch höher.
Bellamy erreicht diese hohen Töne ohne viel Training. Ein Arzt, der ihn untersuchte, entdeckte, dass seine Stimmbänder sehr kurz sind. Es war ihm auch früher peinlich, dass er so hoch singt, inzwischen hat er diese Hemmung jedoch abgelegt.

### Texte
Bellamys Texte sind eher einfach strukturiert. Meist handeln sie von der Apokalypse, dem Hyperraum, Technik, Religion, Leben, oder einer neuen Weltordnung. Viele seiner Grundideen spielen in einer dystopischen Zukunft, in der totalitäre Regierungen jeden Teil des persönlichen und öffentlichen Verhaltens kontrollieren und ihre Macht mit Beobachtern und vom Staat kontrollierten Medien aufrechterhalten.

### Gitarren
Bellamy benutzt eigene Gitarren, die er auch selbst mit Hugh Manson designt und in Exeter, Devon produzieren lässt. Er besitzt über 20 Manson-Gitarren und benutzt einige davon noch aktiv. Zudem ließ er eigene Gitarren von Gibson, Jackson Guitars oder Fender anfertigen, spielt sie aber seit der Absolution-Ära nicht mehr.

## Politische Ansichten
Viele Liedtexte zeigen revolutionäre Ansichten und Bellamys Ablehnung von politischer Korruption. Assassin und Uprising beispielsweise sind zwei bekannte Songs mit klar revolutionären Tendenzen. In einem Interview mit der Zeitschrift Q bezeichnete sich Bellamy als „leicht-linker Liberaler“, während er im Interview mit dem Guardian erklärte, er sei „ein linksgerichteter Libertärer - aber mehr im Sinne von Noam Chomsky“.
2006 sagte Bellamy, dass er glaube, die Terroranschläge am 11. September 2001 seien von den USA selbst inszeniert. 2009 widersprach er dieser Aussage.
2009 gab er zu, dass er politisch durch das Buch Bekenntnisse eines Economic Hit Man von John Perkins beeinflusst sei. Es habe ihm geholfen, den Song Uprising zu schreiben. Zudem ist er der Meinung, dass Lobbyisten unangemessen viel Einfluss auf Politiker sowie das politische System hätten und Menschen in Machtpositionen die öffentliche Meinung vernachlässigten.

## Andere Auftritte
Bellamy schrieb teilweise den Abspann des 2009 erschienenen Films The International. Außerdem ist er der Komponist des Songs Soaked, der auf Adam Lamberts Debütalbum For Your Entertainment erschien.
Zudem ist Bellamy ein spielbarer Charakter in Guitar Hero 5, in dem das Lied Plug In Baby aus dem Album Origin of Symmetry enthalten ist.